# Jerzy Paliński
Jerzy Paliński (ur. 22 kwietnia 1955 w Bytomiu-Łagiewnikach) – polski duchowny katolicki, prałat, doktor teologii, w latach 2006–2013 rektor Wyższego Śląskiego Seminarium Duchownego w Katowicach, od 2013 proboszcz parafii św. Anny w Świerklanach.
Pochodzi z parafii św. Jana Nepomucena w Łagiewnikach Śląskich. W 1974 ukończył naukę w I Liceum Ogólnokształcącym im. Jana Smolenia w Bytomiu. Po zdaniu egzaminu maturalnego wstąpił do Wyższego Śląskiego Seminarium Duchownego w Krakowie. Święcenia kapłańskie przyjął 16 kwietnia 1981 w katedrze Chrystusa Króla w Katowicach z rąk bpa Herberta Bednorza. Następnie został wikariuszem w parafii świętych Jana i Pawła Męczenników w Katowicach-Dębie (1981-1985) i Niepokalanego Poczęcia Najświętszej Maryi Panny i św. Maksymiliana Kolbego w Mysłowicach-Janowie Miejskim (1985-1990). 
Podczas posługi wikariuszowskiej studiował na Akademii Teologii Katolickiej w Warszawie. Następnie został skierowany na dalsze studia na Wydziale Teologicznym Uniwersytetu Wiedeńskiego, które uwieńczył w 1996 stopniem naukowym doktora na podstawie dysertacji Odnowa sprawowania Eucharystii w diecezji katowickiej po Soborze Watykańskim II. Po powrocie został administratorem parafii świętych Jana i Pawła Męczenników w Katowicach-Dębie, wizytatorem nauki religii oraz pomocnikiem dyrektora archidiecezjalnego Caritasu. W 1998 roku został wykładowcą w Wyższym Śląskim Seminarium Duchownym w Katowicach, a w latach 2006–2013 pełnił funkcję jego rektora. W 2007 roku otrzymał godność Kapelana Jego Świątobliwości. Dekretem abpa Wiktora Skworca w sierpniu 2013 został skierowany do pracy w charakterze proboszcza Parafii św. Anny w Świerklanach Dolnych. 
Ponadto jest przewodniczącym Archidiecezjalnej Komisji Liturgicznej, członkiem Kolegium Konsultorów, Rady Kapłańskiej oraz Rady Duszpasterskiej. Podczas II Synodu Archidiecezji Katowickiej pełni rolę członka Komisji ds. Powołań i Formacji do Prezbiteratu oraz konsultora Komisji ds. Duszpasterstwa Liturgicznego.